# علم الفلك متعدد الرسل
علم الفلك متعدد الرسل (بالإنجليزية: Multi-messenger astronomy) هو علم الفلك المبني على الرصد المتناسق وتفسير إشارات «الرسل» المتباينة. يمكن للمسبارات الكواكبية أن تزور الأجسام خلال النظام الشمسي، ولكن في ما وراء ذلك، يجب أن تعتمد المعلومات على «رسل خارج المجموعة الشمسية». هناك أربعة رسل خارج المجموعة الشمسية هم الأشعة الكونية والموجات الثقالية والنيوترينو والإشعاع الكهرومغناطيسي. تُخلق تلك الرسل بالعمليات الفيزيائية الفلكية المختلفة، وبالتالي تُظهر معلومات مختلفة حول مصدرها.
المصادر الأساسية متعددة الرسل خارج الغلاف الشمسي من المتوقع أن تكون أزواج ثنائية مصمتة (الثقوب السوداء والنجم النيوتروني)، المستعر الأعظم، النجم النيوتروني غير المنتظم، انفجار أشعة غاما، نواة مجرية نشطة، التدفق النسبي. الجدول بالأسفل يوضح العديد من أنواع الأحداث والرسل المتوقعين.
الاستقبال من رسول وعدم الاستقبال من رسول آخر كلاهما يعتبر من المعلومات المهمة.
| نوع الحدث               | الكهرومغناطيسية | الأشعة الكونية | الموجات الثقالية | النيوترينو | أمثلة                |
| ----------------------- | --------------- | -------------- | ---------------- | ---------- | -------------------- |
| التوهج الشمسي           | نعم             | نعم            | -                | -          | توهج شمسي 1942-02-28 |
| المستعر الأعظم          | نعم             | -              | متوقعة           | نعم        | مستعر أعظم 1987A     |
| اندماج النجم النيوتروني | نعم             | -              | نعم              | متوقعة     | GW170817             |
| نجم زائف متوهج          | نعم             | -              | -                | نعم        | TXS 0506+056         |

## الشبكات
نظام الإنذار المبكر للمستعرات العظمى، المؤسس عام 1999 في مختبر بروكهافن الوطني وعمل منذ عام 2005، ليدمج مجسات النيوترينو لتوليد إنذارات المستعرات العظمى.
شبكة المرصد متعدد الرسل الفيزيائية الفلكية، المؤسسة في عام 2013، هي مشروع أوسع وأكثر طموحًا لتسهيل مشاركة الملاحظات المبدئية وتشجيع البحث عن فعاليات «تحت-الحد الأدنى» والتي لا يمكن إدراكها بأي أداة مفردة. إنها مبنية في جامعة ولاية بينسيلفانيا.

## الإنجازات البارزة
- الأربعينات: بعض الأشعة الكونية تُعرَّف بكونها مُشكِّلة للتوهج الشمسي.[4]
- 1987: رُصد النيوترينو الذي يبعثه المستعر الأعظم 1987A في مرصد كاميوكا- IIوإرفين-ميتشيغن-بروكهافين ومرصد نيوترينو باكسان، قبل رصد ضوء المستعر الأعظم بواسطة التليسكوبات الضوئية بساعتين.
- أغسطس 2017: أنتج اندماج النجم النيوتروني في مجرة NGC 4993 إشارة موجة تثاقلية GW170817، المرصودة بواسطة ليجو/ مقياس التداخل فيرجو. بعد 1.7 ثانية، رُصدت كانفجار أشعة غاما GRB 170817A بواسطة مرصد فيرمي الفضائي لأشعة غاما وإنتغرال، ونظيرها الضوئي SSS17a رُصد لاحقًا بعد ذلك بـ11 ساعة في مرصد لاس كامباناس، ثم بواسطة مرصد هابل الفضائي وكاميرا الطاقة المظلمة. رصد الأشعة فوق البنفسجية بواسطة مرصد سويفت الفضائي، ورصد الأشعة السينية بواسطة مرصد تشاندرا الفضائي للأشعة السينية ومرصودات الراديو بواسطة مصفوفة كارل جي بالغة الكبر لتكمل عملية الرصد.[9] كانت هذه الموجة التثاقلية الأولى من حيث الرصد مع النظير الكهرومغناطيسي، وبالتالي تمثل فتحًا لعلم الفلك متعدد الرسل. نُسب عدم رصد النيوترينو إلى ابتعاد المضخات بقوة عن المحور.[10] في 9 ديسمبر عام 2017، أشار علماء الفلك إلى سطوح انبعاث أشعة سينية من GW170817/GRB 170817A/SSS17a.[11][12]
- سبتمبر 2017 (معلنًا عنها في يوليو 2018): في 22 سبتمبر، وقع حدث نيوترينو عالي الطاقة للغاية (نحو 290 إلكترون فولت) وهو TXS 0506+056 وسُجل بواسطة مؤسسة مرصد نيوترينو مكعب الثلج، والذي أرسل إشعارًا بإحداثيات المصدر المحتمل.[13][14] رصد أشعة غاما أعلى من 100 مليون إلكترون فولت بواسطة مرصد فيرمي الفضائي لأشعة غاما وبين 100 جيجا إلكترون فولت و400 جيجا إلكترون فولت بواسطة تليسكوب ماجيك من بلازار TXS 0506+056 (تحديدًا بين 28 سبتمبر و4 أكتوبر) افترض أنها متوافقة مع إشارات النيوترينو.[15] يمكن شرح الإشارات بالبروتونات عالية الطاقة القصوى المسرَّعة في مضخات البلازار، منتجة بيونات متعادلة (متحللة إلى أشعة غاما) وبيونات مشحونة (متحللة إلى نيوترينو). كانت هذه المرة الأولى التي يتمكن فيها عداد النيوترينو بعد استخدامه لتحديد موضع جسم في الفضاء والتعرف على مصدر الأشعة الكونية.[16]